# بخش کائوکا
شهرستان کائوکا (به اسپانیایی: Cauca Department) یک سکونتگاه مسکونی در کلمبیا است که در کلمبیا واقع شده‌است.

## خصوصیات
شهرستان کائوکا ۲۹٬۳۰۸ کیلومترمربع مساحت و ۱٬۳۵۴٬۷۴۴ نفر جمعیت دارد.

## خواهرخوانده
شهر لرته خواهرخواندهٔ شهرستان کائوکا هست.